# Grange de la Gélinais
Le grange de la Gélinais est une maison de la commune de Saint-Germain-en-Coglès, dans le département d’Ille-et-Vilaine en région Bretagne. 

## Localisation
Elle se trouve au nord-est du département et à l'est du bourg de Saint-Germain-en-Coglès. Elle se trouve au lieu-dit la Gélinais, à proximité de l’étang de Marigny.

## Historique
La maison date de la fin du XVIe siècle ou du début du XVIIe siècle. 
Elle est inscrite au titre des monuments historiques depuis le 29 août 1988.